# كارل كيلنر
كارل كيلنر (بالألمانية: Carl Kellner)‏ (26 مارس 1826 – 13 مايو 1855) كان ميكانيكيا ألمانيا ورياضياتي من التعلم الذاتي والذي أسس في عام 1849 «المعهد البصري» والذي أصبح في وقت لاحق شركة لايتز صناع كاميرات لايكا.

## السيرة الذاتية
وُلد كارل كيلنر في هيرتزينهاين في هسن. في عام 1849 أسس في فتسلار شركة تدعى «المعهد البصري» لإنتاج العدسات والمجاهر. اخترع كيلنر خليطا أكروماتيا جديدا من العدسات لعدسات العيون والتي نُشرت في بحثه العدسة الأرثوسكوبية: خليط جديد من العدسات الأكروماتية الحديثة (بالألمانية: Das orthoskopische Ocular, eine neu erfundene achromatische Linsencombination) والذي كان قادرا على إنتاج صورة مع تصحيح المنظور بدون التشوهات التي كانت معتادة في الأجهزة البصرية. اختراعه لا يزال مفيدا و المعروفة باسم عدسة كيلنر.

## إرثه
بعد وفاته المبكرة في فتسلار في عام 1855 من مرض السل في سن 29، قادت أرملته الشركة التي كان بها اثني عشر موظفا في ذلك الوقت. في عام 1856، تزوجت من الموظف فريدريش بيلثل (27 فبراير 1829 – 9 مايو 1869)، والذي قاد الشركة منذ الحين. في عام 1864، انضم الميكانيكي الدقيق إرنست لايتز إليهم؛ وأصبح شريكا في 7 أكتوبر عام 1865، ثم تولى قيادة الشركة في عام 1869 وأعاد تأسيسها تحت اسم شركة لايتز. توسعت الشركة بسرعة؛ وحقق المجهر ذو الرؤية المزدوجة نجاحا كبيرا في السوق.